# بازار تحویل آتی
بازار تحویل آتی (انگلیسی: Forward market) تمامی انواع کالا را می‌توان هر روز در فرابورس دادوستد کرد. در این بازارها، خریدار و فروشنده برای تحویل آتی کمیت و کیفیت مشخصی از یک کالا، با یکدیگر به توافق می‌رسند. وقتی قیمت آتی دادوستد، نوسان داشته باشد، معامله‌گران با ریسک اعتباری روبرو خواهند بود؛ زیرا ارزش موجودی آنها ممکن است به‌طور چشمگیری تغییر یابد. 
برای ایمن شدن در برابر تغییرات ناگهانی قیمت، خریداران و فروشندگان می‌توانند به بازار تحویل آتی روی آورند، که در آن قراردادهای تحویل آتی برای تحویل کمیت و کیفیت مشخصی از یک کالا با یک قیمت مشخص در یک زمان معین تنظیم می‌شود. براساس این قرارداد، خریدار متعهد می‌شود که مقدار مشخصی از یک کالا را در تاریخ معین با قیمت معینی از فروشنده تحویل بگیرد و فروشنده متعهد می‌شود که کالای مورد نظر را براساس مفاد قرارداد در همان تاریخ و با همان قیمت به خریدار تحویل دهد. در سررسید قرارداد تحویل آتی، فروشنده با دریافت قیمت، کالای موضوع قرارداد را به خریدار تحویل می‌دهد و تسویه انجام می‌شود. به عبارت دیگر، تسویهٔ قراردادهای آتی به صورت تحویل فیزیکی کالا است.